# National Firefighters Memorial
National Firefighters Memorial – pomnik znajdujący się w centralnym Londynie (Anglia), na południe od katedry św. Pawła, na północnym brzegu Tamizy, w pobliżu Millennium Bridge. Powstał celem upamiętnienia strażaków walczących z pożarami Londynu podczas niemieckich nalotów Blitz, trwających w czasie II wojny światowej. Wykonany na zlecenie, istniejącego od 1990, Firefighters Memorial Charitable Trust, został odsłonięty 4 maja 1991 przez Królową Matkę.
Rzeźba została wykonana z brązu przez brytyjskiego artystę Johna W. Millsa. Przedstawia trzech naturalnej wielkości strażaków podczas akcji gaśniczej.
W 1998 podjęto decyzję, aby pomnik upamiętniał wszystkich strażaków, którzy zginęli podczas służby, w całym Zjednoczonym Królestwie. W tym czasie przeniesiono pomnik z Old Change Court na miejsce, w którym znajduje się dziś. Wzniesiono cokół o wysokości ponad metra, a także dodano nazwiska strażaków, którzy zginęli w czasie pokoju.
16 września 2003 pomnik został ponownie poświęcony, a w oficjalnej uroczystości uczestniczyła Księżniczka Królewska. Dodano również 1192 nazwiska strażaków.
Uroczystości upamiętniające odbywają się corocznie, w niedzielę najbliższą 7 września (rocznicy rozpoczęcia nalotów Blitz).